# Over the Edge: In Your House
Over the Edge: In Your House è stato un evento prodotto dalla World Wrestling Federation. L'evento si svolse il 31 maggio 1998 al Wisconsin Center Arena di Milwaukee.

## Storyline

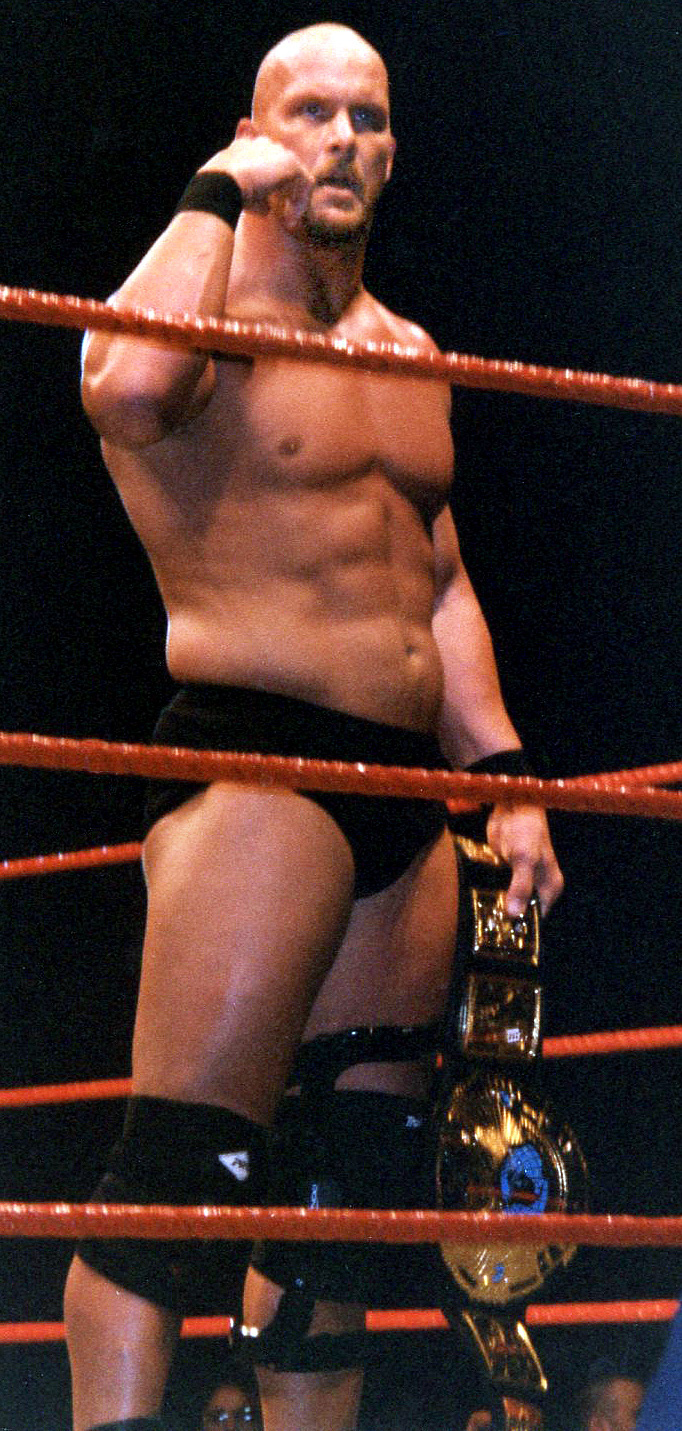
Steve Austin, il WWF Champion.

Nella puntata di Raw is War del 13 aprile 1998, Mick Foley è apparso sotto il personaggio di Dude Love, dove ha interferito nel match valido per il WWF Championship tra Vince McMahon e il campione WWF Steve Austin. Love ha fatto un promo dove ha chiesto a Austin e a McMahon di "andare d'accordo", ma McMahon ha risposto in modo aggressivo a Love. Love ha poi applicato la sua Mandible Claw su McMahon, il quale è riuscito a fuggire dal ring. Austin ha poi tentato di attaccare Love, che ha usato la Mandible Claw su Austin, facendo così iniziare una faida tra Austin e Love. La settimana successiva a Raw is War, McMahon è apparso nel nuovo spazio intervistativo di Dude Love, il Love Shack e ha annunciato che Love avrebbe affrontato Austin ad Unforgiven: In Your House. Dude Love ha affrontato Steve Blackman in un match, dove Love ha vinto dopo che la campana ha suonato senza motivo. Dopo il match, McMahon e Love hanno incominciato a litigare fino a quando McMahon si è dileguato dal ring, il quale a così consentito a Austin di attaccare Love. Ad Unforgiven: In Your House, Austin ha attaccato McMahon a bordo ring con una sedia d'acciaio per poi eseguira una Stunner ai danni di Dude Love. Austin ha poi schienato Love ma l'arbitro del match al momento dello schienamento era a terra e Austin ha contato lo schienamento per conto proprio; tuttavia, Gerald Brisco ha in seguito informato il ring announcer Howard Finkel che Austin è stato squalificato per aver colpito McMahon, il Chairman della WWF. La faida è continuata il 4 maggio a Raw is War, dove Vince McMahon ha inserito Dude Love in un match contro Terry Funk, dove a vincere è stato Love. Dopo il match, Love ha formato un'alleanza con McMahon, dopo che McMahon ha approvato la vittoria di Love ai danni di Funk. La settimana successiva a Raw is War, Mr. McMahon ha annunciato che Dude Love affronterà nuovamente Steve Austin per il WWF Championship ad Over the Edge con Gerald Brisco come special timekeeper, Pat Patterson come special ring announcer e lo stesso McMahon come arbitro speciale. Nella puntata di Raw is War del 18 maggio, Dude Love ha sconfitto Goldust, in un number one contender's match rimanendo lo sfidante al WWF Championship.
Nella puntata di Raw is War dell'11 maggio, la D-Generation X è stata interrotta da Owen Hart, con la Nation of Domination al suo fianco, dicendo di esser lì per prendere a calci qualcuno, iniziando una faida tra la DX e la Nation. Più tardi nella stessa sera, Triple H ha sconfitto Hart, mentre la DX e la Nation hanno interferito nel Main Event della serata, il quale ha visto tutti i membri di entrambi i team avere una rissa fino alla fine dello Show. La settimana seguente a Raw is War, la DX ha eseguito un promo insultando la Nation, il quale ha iniziato una rissa con la DX che è stata sedata dai dirigenti della WWF. Più tardi nella stessa serata, due dei membri della DX, Road Dogg e Billy Gunn hanno sconfitto The Rock e D'Lo Brown, membri della Nation in un Tag team match. Nell'ultimo Raw prima di Over the Edge, The Rock e Triple H si sono affrontati in un match terminato in un no-contest.
Il 2 febbraio a Raw is War, Vader ha sfidato Kane in un match a No Way Out of Texas: In Your House, dove Kane ha sconfitto Vader per schienamento e infortunandolo. Il 18 maggio a Raw is War, Vader ha attaccato Kane durante una Tag Team Battle Royal. Nell'ultima puntata di Raw prima di Over the Edge, Vader ha sfidato Kane in un "Loser loses his mask match", che è stato poi ufficializzato per Over the Edge. Nella stessa sera, Kane ha attaccato Vader dopo il suo match, col quale ha iniziato una rissa fino a quando Kane non ha abbandonato il ring.

## Risultati
| # | Risultati | Stipulazioni                                                                                | Durata |
| - | --- | ------------------------------------------------------------------------------------------- | ------ |
| 1 | L.O. D. 2000 (Hawk e Animal) (con Sunny e Droz) hanno sconfitto The Disciples of Apocalypse (Skull e 8-Ball) (con Chainz)                             | Tag team match                                                                              | 09:57  |
| 2 | Jeff Jarrett (con Tennessee Lee) ha sconfitto Steve Blackman                                                                                          | Single match                                                                                | 10:15  |
| 3 | Marc Mero ha sconfitto Sable | Intergender match                                                                           | 00:20  |
| 4 | Kaientai (Dick Togo, Men's Teioh e Funaki) hanno sconfitto Taka Michinoku e Justin Bradshaw                                                           | Handicap match                                                                              | 09:52  |
| 5 | The Rock (c) ha sconfitto Faarooq | Single match per il WWF Intercontinental Championship                                       | 05:07  |
| 6 | Kane (con Paul Bearer) ha sconfitto Vader | Mask vs. Mask match                                                                         | 07:20  |
| 7 | The Nation (Owen Hart, Kama Mustafa e D'Lo Brown) (con Mark Henry) ha sconfitto D-Generation X (Triple H, Billy Gunn e Road Dogg) (con Chyna e X-Pac) | Six-man tag team match                                                                      | 18:33  |
| 8 | Steve Austin (c) ha sconfitto Dude Love | Street Fight con Vince McMahon come arbitro speciale e The Undertaker come special enforcer | 22:27  |